# Brednäbbad valfågel
Brednäbbad valfågel (Pachyptila vittata) är en fågel i familjen liror inom ordningen stormfåglar. Den häckar i och kring Nya Zeeland samt i ögruppen Tristan da Cunha i Sydatlanten.

## Utseende
Valfåglar är små, blågrå petreller med svartbandad stjärt och ett mörkt band diagonalt över ovansidan på vingen. Arterna i släktet är synnerligen lika varandra och ofta omöjliga att skilja åt i fält. Brednäbbad valfågel är med en kroppslängd på 28 cm och vingbredden 61 cm den största av valfåglarna och den enda arten med svart näbb. Från tjocknäbbad (P. crassirostris) och ljushuvad valfågel (P. turtur) skiljs den på mörkare hjässa, ett svart band genom ögat och smalare stjärtband. Antarktisvalfågel (P. desolata) och crozetvalfågel (P. salvini) har istället blå näbb men är i fält mycket svåra eller omöjliga att skilja från brednäbbad valfågel.

## Utbredning och systematik
Fågeln häckar på småöar utanför de nyzeeländska ögrupperna Snaresöarna och Chathamöarna, men även utanför Stewart Island och själva Sydön. Häckningskolonier finns även i Sydatlanten på Tristan da Cunha och Gough Island. Utanför häckningstiden vandrar den norrut till cirka 10°S.
Arten behandlas idag vanligen som monotypisk, det vill säga att den inte delas in i några underarter. Den har dock tidigare ofta inkluderat antarktisvalfågel, crozetvalfågel och ibland även smalnäbbad valfågel som underarter.

## Levnadssätt
Liksom övriga valfåglar är den sällskaplig till havs och kan uppträda i stora flockar, med för släktet karakteristiskt kastande flykt tätt över vågorna. Den följer ibland fartyg.
Fågeln häckar i kolonier som den återvänder till i månadsskiftet juli/augusti, även om vissa fåglar stannar kvar i häckningskolonierna på Goughön och i Chathamöarna året runt. Födan består av kräftdjur, framför allt hoppkräftor, men även bläckfisk och viss fisk.

## Status och hot
Arten har ett stort utbredningsområde och en stor population, men tros minska i antal till följd av predation från invasiva arter, dock inte tillräckligt kraftigt för att den ska betraktas som hotad. Internationella naturvårdsunionen IUCN kategoriserar därför arten som livskraftig (LC). Världspopulationen har uppskattats till över 15 miljoner individer.